# ISS-Expedition 42
ISS-Expedition 42 ist die Missionsbezeichnung für die 42. Langzeitbesatzung der Internationalen Raumstation (ISS). Die Mission begann mit dem Abkoppeln des Raumschiffs Sojus TMA-13M von der ISS am 10. November 2014. Das Ende erfolgte durch das Abkoppeln von Sojus TMA-14M am 11. März 2015.

## Mannschaft
- Barry Eugene Wilmore (2. Raumflug), Kommandant (USA/NASA) (Sojus TMA-14M)[1]
- Alexander Michailowitsch Samokutjajew (2. Raumflug), Bordingenieur (Russland/Roskosmos) (Sojus TMA-14M)
- Jelena Olegowna Serowa (1. Raumflug), Bordingenieurin (Russland/Roskosmos) (Sojus TMA-14M)

Zusätzlich ab dem 24. November 2014:
- Anton Nikolajewitsch Schkaplerow (2. Raumflug), Bordingenieur (Russland/Roskosmos) (Sojus TMA-15M)
- Samantha Cristoforetti (1. Raumflug), Bordingenieurin (Italien/ESA) (Sojus TMA-15M)
- Terry Wayne Virts (2. Raumflug), Bordingenieur (USA/NASA) (Sojus TMA-15M)

### Ersatzmannschaft
Seit Expedition 20 wird wegen des permanenten Trainings für die Besatzungen keine offizielle Ersatzmannschaft mehr bekanntgegeben. Inoffiziell gelten die Backup-Crews der beiden Sojus-Zubringerraumschiffe TMA-14M und TMA-15M (siehe dort) als Ersatzmannschaft der Expedition 42. In der Regel kommen diese Crews dann jeweils zwei Missionen später selbst zum Einsatz.

## Missionsbeschreibung
Die Expedition begann mit dem Abflug des Raumschiffes Sojus TMA-13M am 10. November 2014. Ende November wurde sie durch die Besatzung des Raumschiffes Sojus TMA-15M komplettiert.
Kernelemente der Arbeit an Bord der Station sind wissenschaftliche Forschungen auf den Gebieten Astronomie, Atmosphärenforschung, Biologie, Erderkundung, Medizin, Physik und Technik. Ein Großteil der Experimente läuft dabei weitgehend automatisch ab. Einen größeren Betreuungsaufwand erfordern Untersuchungen im medizinisch-biologischen Bereich sowie bei der Erderkundung. Viel Arbeitszeit wird auch für Wartungs- und Reparaturarbeiten sowie für körperliche Betätigung zur Erhaltung der Gesundheit und die Installation neuer Apparaturen aufgewandt.
Vom 17. bis 19. November kam das Experiment MagVektor/MFX des Deutschen Zentrums für Luft- und Raumfahrt zum ersten Messeinsatz. Hierbei wird die Stauchung und Streckung des Erdmagnetfeldes vor bzw. nach einem Leiter unter unterschiedlichen Temperaturbedingungen untersucht. Damit können geladene Teilchen vor dem Leiter auf andere Bahnen umgelenkt werden, ähnlich wie auch durch das Erdmagnetfeld geladene Partikel zu den Polen unseres Planeten gelenkt werden. Dabei wird die ISS als ideales Testfeld gesehen, da sie mit fast 8 km/s das Erdmagnetfeld in unterschiedlicher Ausrichtung durchfliegt.

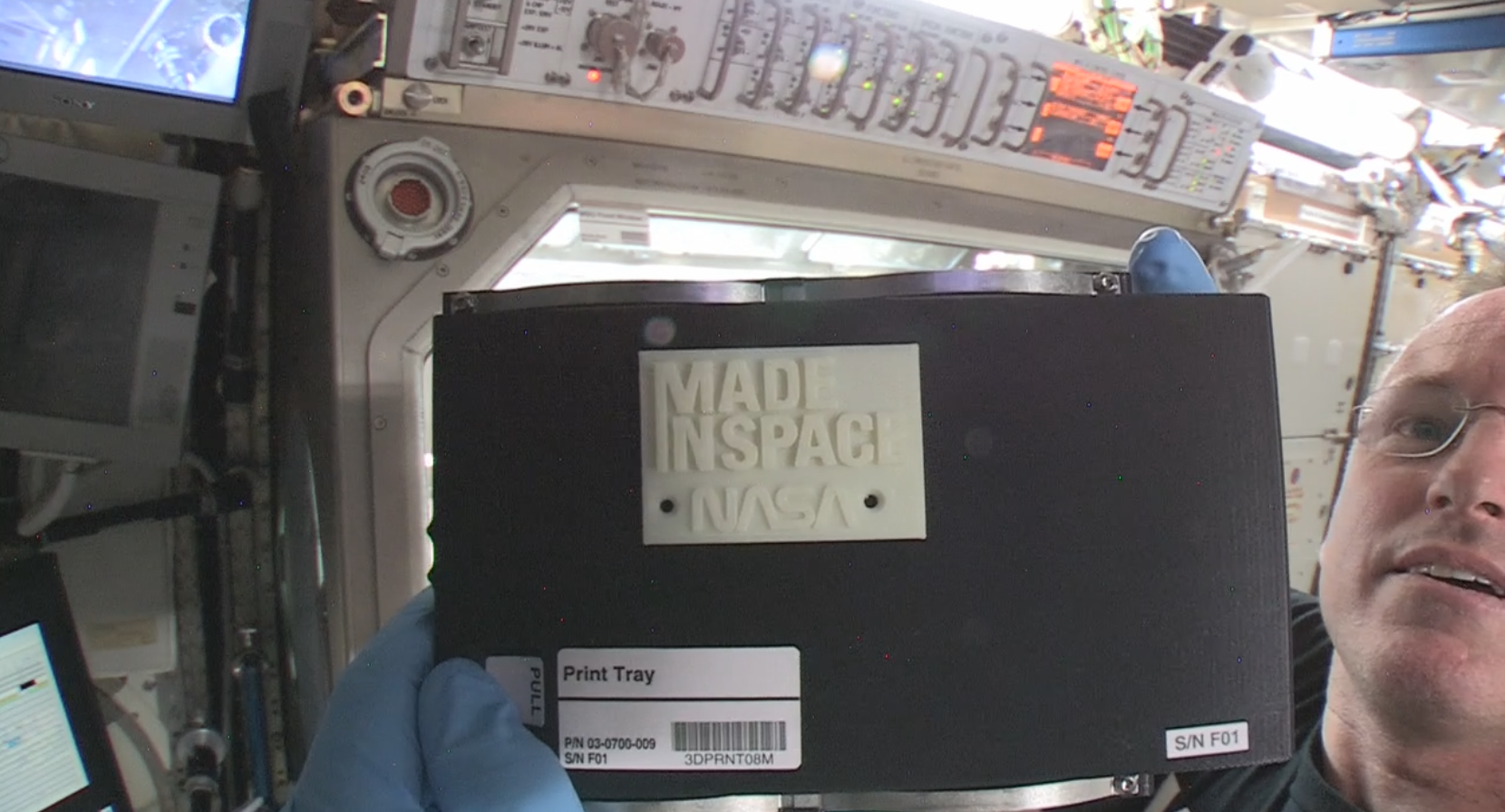
Der erste 3D-Druck im All

Mitte November 2014 wurde ein zuvor mit einem Dragon-Frachter gelieferter, sogenannter 3D-Drucker (Fabrikator) in einer Handschuhbox installiert. Am 24. November druckte er das erste Muster, einen NASA-Schriftzug, in der Schwerelosigkeit. Mit diesem ersten Modell eines 3D-Druckers lassen sich Objekte mit Abmessungen bis 12 × 6 × 6 cm aus Kunststoff anfertigen. In Zukunft will man damit spezielle Tools und Werkzeuge fertigen, die zur Lösung von unerwartet aufgetretenen Defekten benötigt werden.
Am 28. November wurde der Kleinsatellit SpinSat über die Schleuse im japanischen ISS-Komplex Kibō aus dem Inneren der Station nach draußen transportiert und mittels eines speziellen Mechanismus (SSIKLOPS = Space Station Integrated Kinetic Launcher for Orbital Payload Systems) am japanischen Roboterarm gestartet. Er dient der Erprobung von neuartigen Kleinsttriebwerken mit festem Treibstoff. Die Lageregelung wird über ein einzelnes Drehmomentenrad vorgenommen.

## Frachterverkehr
Am 10. Januar 2015 startete der Frachter Dragon CRS-5 zur ISS und wurde am 12. Januar mittels des Stationsmanipulators an Harmony Nadir angelegt. Ablegen und Wasserung erfolgten am 10. bzw. 11. Februar. ATV-5 verblieb bis zum 14. Februar 2015 am Heck der Station und verglühte am folgenden Tag in der Erdatmosphäre. Progress M-26M startete und koppelte am 17. Februar am frei gewordenen Heck an. Progress M-25M, das bereits Ende Oktober 2014 gestartet war, soll bis zum 26. April 2015 an der Station verbleiben.

## Bahnmanöver
Am 12. November wurde eine Bahnanhebung mit den Triebwerken des am Heck angedockten ATV-5 durchgeführt, mit der man zudem einer möglichen Kollision mit einem Stück Weltraumschrott entgegenwirken wollte.
Am 28. Januar 2015 wurde die Bahn der ISS um etwa 1 Kilometer abgesenkt. Das Manöver diente in erster Linie dem Zweck, den Phasenwinkel für den schnellen Anflug danach startender russischer Raumschiffe einzustellen. Dazu muss die Raumstation den Startplatz Baikonur wenige Minuten vor dem Start des Raumschiffs überfliegen. Außerdem kann die Bahn während geringer Sonnenaktivität niedriger angesetzt werden, da die Atmosphäre dann nicht so stark bremst aber höhere Nutzlasten bei Transportraumschiffen möglich werden. Ursprünglich war ein Abbremsen um 2,3 m/s geplant. Das Absinken durch die Bremswirkung der Hochatmosphäre machte Ende Januar aber nur noch eine Geschwindigkeitsänderung um 0,68 m/s erforderlich.
Am 26. Februar und am 3. März erfolgten zwei weitere Bahnkorrekturen mittels der Triebwerke des Raumschiffes Progress-M 26M.

## Evakuierung des US-amerikanischen Segments

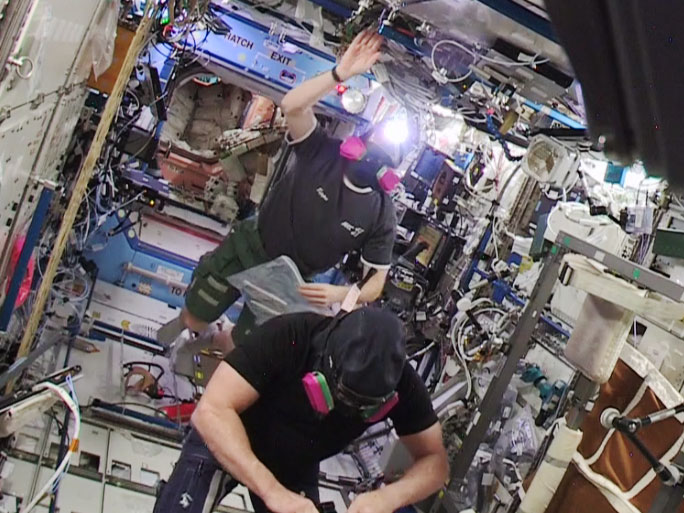
Barry Wilmore und Terry Virts „betreten“ mit Schutzmasken das US-amerikanische Segment.

Am 14. Januar 2015 wurde die Mannschaft in das russische Segment der ISS evakuiert und das US-amerikanische Segment versiegelt. Ursache war eine gemeldete Druckerhöhung im Wasserkreislauf des Kühlsystems „B“ und später eine Erhöhung des Kabinendrucks. Da dies im Worst-Case-Szenarium auf ein Ammoniak-Leck hinweisen kann, wurde die Crew angewiesen, sich im russischen Teil einzuschließen, alle nicht lebenswichtigen Anlagen des US-Segments wurden heruntergefahren.
Analysen deuteten auf einen Fehlalarm hin, wahrscheinlich verursacht durch einen fehlerhaften Sensor oder durch ein fehlerhaftes Computer-Relais. Es gab keinen direkten Beweis, dass Ammoniak in die Kabinen-Atmosphäre gelangt ist. Um 20:05 UTC wurden die Luken wieder geöffnet. Ausgerüstet mit Schutzmasken sammelten Terry Virts und Samantha Cristoforetti Proben der Atmosphäre im amerikanischen Segment und stellten keinerlei Kontaminierung mit Ammoniak fest.

## Außenbordarbeiten

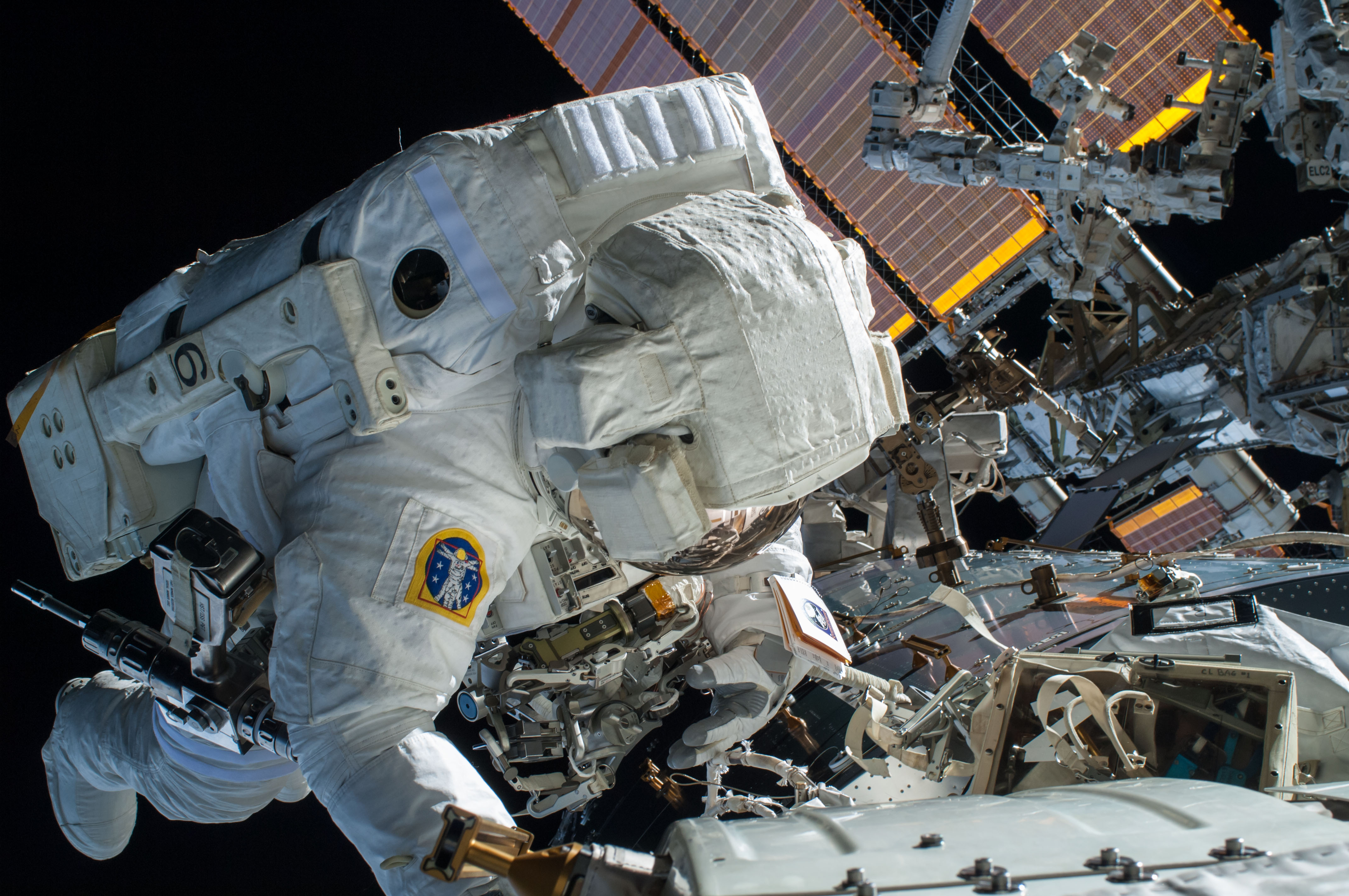
Terry Virts bei der Kabelführung während der ersten EVA

Für die ISS-Expedition 42 wurden drei Außenbordeinsätze der Astronauten Virts und Wilmore vorgesehen. Sie dienten der Vorbereitung der Montage der zwei International Docking Adapter (IDAs) durch Kabelführung. Diese dienen künftigen kommerziellen bemannten Raumschiffen der USA sowie dem Orion-Raumschiff der NASA zum Andocken. Der erste Außenbordeinsatz erfolgte am 21. Februar 2015, der zweite am 25. Februar und der dritte am 1. März. Die Andockadapter sollen in der zweiten Hälfte des Jahres 2015 mit Frachtern vom Typ Dragon von SpaceX im Rahmen des CRS-Programms geliefert werden.
Während des zweiten Außenbordeinsatzes kam es im Helm der Extravehicular Mobility Unit mit der Seriennummer „3005“ von Terry Virts zu einer Ansammlung von Wasser in geringer Menge. Ein ähnlicher Raumanzugunfall geschah auch am 16. Juli 2013 während des 3. Ausstiegs der ISS-Expedition 36 in einer erheblich größeren Menge beim Astronauten Luca Parmitano.
Am 27. Februar wurde nach einer Analyse des Vorfalls die Freigabe für die planmäßige Durchführung des dritten Außenbordeinsatzes gegeben.

## Aussetzen von Satelliten
Seit einigen Monaten werden häufiger Kleinstsatelliten, so genannte Nano- oder Cubesats, nach dem Start mit einem Frachtraumschiff sowie einer Funktionsprüfung durch die Raumfahrer in der Station durch eine Schleuse im japanischen ISS-Modul Kibo mittels einer speziellen Startvorrichtung ausgesetzt. Dies geschah auch mehrfach im Verlaufe der ISS-Expedition 42. Nach Spinsat Ende November gelangten so am 28. Februar 2015 Nummer 27 und 28, am 2. März Nummer 9, 10, 21 und 22, am 3. März Nummer 5 und 6 sowie am 5. März Nummer 11 und 12 der Satellitenserie Flock-1B in ISS-ähnliche Umlaufbahnen. Diese kleinen Erdfotografiesatelliten wurden von der US-Firma PlanetLabs in Auftrag gegeben. Am 3. März wurden außerdem die ersten beiden Exemplare der 4. Serie Flock-1D ausgeschleust.
Dazwischen, am 4. März, wurden vier weitere Kleinsatelliten auf den Weg gebracht. TechEdSat 4 dient dem Test eines passiven Abstiegssystems mittels aufgespannter Folie. Durch den erhöhten Luftwiderstand soll ein schnelles Eintreten in die Erdatmosphäre erreicht werden. Mit GEARRS 1 wird die Datenübertragung über das Satellitentelefonnetz Globalstar erprobt, MicroMAS erforscht die Erde mittels Mikrowellenradiometer und der griechische LambdaSat soll ermitteln, wie beständig Graphen unter Weltraumbedingungen ist.